# Jingas
Os jingas são um grupo étnico que habita Angola. Falam uma língua de mesmo nome, aparentada com o quimbundo.